# Supercoppa d'Israele 2019
La Supercoppa d'Israele 2019 si è disputata il 20 luglio 2019 allo Stadio HaMoshava di Petah Tiqwa e ha visto sfidarsi il Maccabi Tel Aviv, vincitore del campionato nazionale, e lo Bnei Yehuda, vincitore della Coppa di Stato. Il Maccabi Tel Aviv ha conquistato il trofeo per la sesta volta nella sua storia.

## Le squadre
| Squadre          | Qualificazione                           | Partecipazioni precedenti (il grassetto indica la vittoria) |
| ---------------- | ---------------------------------------- | ----------------------------------------------------------- |
| Maccabi Tel Aviv | Vincitore della Ligat ha'Al 2018-2019    | 7 (1965, 1968, 1970, 1977, 1979, 1988, 2015)                |
| Bnei Yehuda      | Vincitrice della Gvia HaMedina 2018-2019 | 4 (1968, 1981, 1990, 2017)                                  |

## Tabellino
| Arbitro: | Eli Hacmon |

|                |           |  |
| Schoenfeld 28’ | Marcatori |  |